# Sint-Luciakapel (Neerlinter)

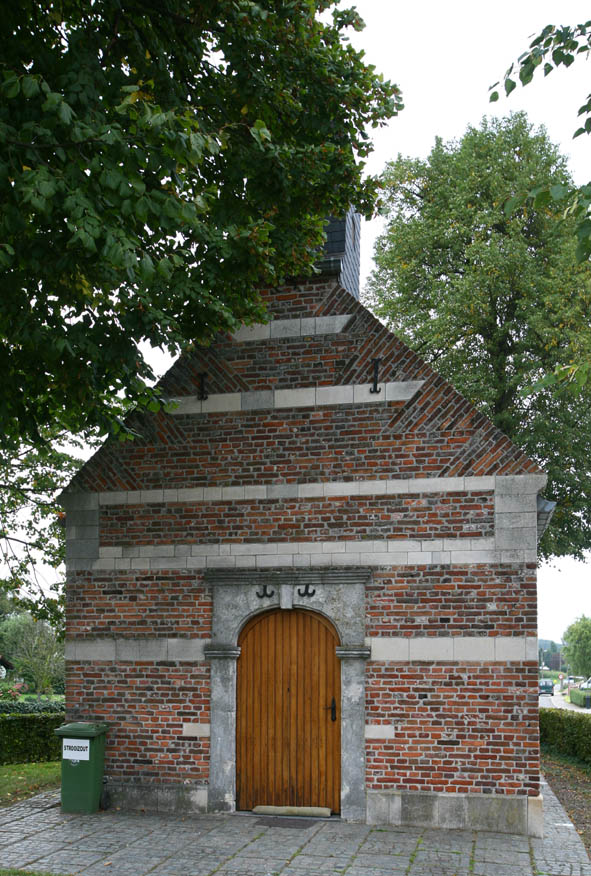
Sint-Luciakapel

De Sint-Luciakapel is een kapel in de tot de Vlaams-Brabantse gemeente Linter behorende plaats Neerlinter, gelegen aan de Heidestraat.
De kapel is gebouwd in baksteen met zandstenen speklagen, vlechtingen en een barokportaal van 1752. Boven de ingang bevindt zich een met leien bedekt klokkentorentje.
De kapel werd gerestaureerd in 1867.